# Sklaverei in Libyen
Die Sklaverei in Libyen ist eine der Ausprägungen der Sklaverei im Islam in Afrika und dauerte bis ins 20. Jahrhundert. Seit 2014 erlebt sie eine Wiederaufnahme. Sie diente sowohl dem eigenen Bedarf der an ihm beteiligten Familien der Händler wie vor allem der Verschiffung über das Mittelmeer nach Europa und ins Osmanische Reich.

## Geschichte
Aus dem libyschen Hinterland führte eine der wichtigen Handelsstraßen aus dem Tschad und Fessan mit Anbindung an Subsahara-Afrika, nämlich die Bornustraße, nach Tripolis, einer wegen seiner Sicherheit hochgeschätzten Drehscheibe des Handels. Von dort liefen Schiffe mit Sklaven nach Sizilien, Venedig und alle Hafenstädte der Adria und des östlichen Mittelmeeres aus. Diese Route war so zuverlässig, dass Italien mit einer großen Anzahl von Sklaven versorgt werden konnte. So zählte man in Florenz zwischen 1366 und 1397 nicht weniger als 387 Sklavenverkäufe.
Der libysche Sklavenhandel dauerte aber,  wie aus den Untersuchungen des italienischen Historikers Salvatore Bono hervorgeht, bis ins 20. Jahrhundert. Als Italien 1911 Libyen überfiel, stieß es auf Sklavenhandel, der trotz eines seit der ersten Hälfte des 19. Jahrhunderts bestehenden offiziellen Verbotes von einzelnen Ethnien und Clans weiter betrieben wurde. Italien nutzte diesen Sklavenhandel für seine kolonialen Absichten, indem es die mit ihm verbundenen Interessen der Stammesführer gegeneinander ausspielte.
Die libyschen Händler hatten vor allem im Tschad Handelsstationen angelegt, von denen aus über den Fessan die Mittelmeerküste erreicht und versorgt werden konnte. Der Fessan stand zwischen dem 13. und 15. Jahrhundert unter der Herrschaft der Könige von Kanem, die Handel mit schwarzen Sklaven betrieben. Die Mehrzahl der  Schwarzen wurde jedoch von Karawanenhändlern gejagt. Für das 19. Jahrhundert ist für den Fessan von 1000 bis 2000 Schwarzen auszugehen, die jährlich in Murzuk auf den Markt kamen. Viele wurden dort selbst für Arbeiten benötigt. Tripolis, aber auch Bengasi waren zwischen dem 17. und 19. Jahrhundert Zielorte für die Weitervermittlung nach Europa und Istanbul, das die Hälfte aller in Libyen verschifften Sklaven aufnahm.
Offiziell war auf westlichen Druck 1835 der Sklavenhandel von der einflussreichen Karamanli-Dynastie eingestellt worden. Als sich aber ein am Handel beteiligter Scheich in Murzuk (Fessan) 1842 dem Verbot anschließen wollte, wurde er ermordet.